# Képes Sport
A Képes Sport több, egymástól független magyar sajtótermék neve volt 1939-től 2020-ig.

## 1939 és 1944 között
1939 és 1944 között Rajcsányi László (1943-ig), Csik Ferenc és Bárány István szerkesztésében megjelent sporthetilap viselte elsőként ezt a nevet.

## 1954 és 1992 között
A második Képes Sport 1954 (1954. május 18. I. évfolyam 1. szám) és 1992 között a mindenkori állami sportvezetés hetilapja volt. 1957 és 1992 között a Képes Sport fényképésze, rovatvezetője Almási László volt. 1992 februárjában beolvadt a Nemzeti Sportba, Képes Nemzeti Sport néven.

## 2003-tól
A formájában és tartalmában megújult Képes Sport 2003 őszén került piacra a Ringier Kiadó Kft. kiadásában. A lap olyan olvasókhoz szól, akik  leginkább a külföldi és hazai sztárokról olvasnak szívesen, és nem kötődnek különösebben egyik sportághoz sem, érdeklődési körük a sportágak tekintetében meglehetősen széles. A szerkesztőség létszáma 10-12 között mozog a külsős szerzőkkel együtt.

### 2003-ban a lap újraindult
- Főszerkesztő: Szekeres Tamás
- Főszerkesztő-helyettes: Csurka Gergely
- Művészeti vezető: Gyuska Györgyi
- Képszerkesztő: Kleb Attila
- Kiadó: Ringer Kiadó Kft.
- Szerkesztőség címe: 1141 Budapest, Szugló u. 81.

#### (sok-sok változás után) 2011-ig a stáb
- Főszerkesztő: Sal Endre
- Főszerkesztő-helyettes: Bőle Tamás
- Művészeti vezető: Metzger Gábor
- Képszerkesztő: Tasnádi Dávid
- Kiadó: Ringer Kiadó Kft.
- Szerkesztőség címe: 1082, Budapest, Futó u 35-37

A 2003-as újraindulás óta állandó munkatársak: Gaál Krisztina (tervezőszerkesztő), Galambos Dániel (újságíróból - rovatvezető), Bőle Tamás (újságíróból - rovatvezető - olvasószerkesztő - főszerkesztő-helyettes) és Tasnádi Dávid (tervezőszerkesztőből - képszerkesztő), bár utóbbi kisebb megszakításokkal.

## 2009-től
Féléves előkészítői munkát követően, 2009. március 11-én megújult külsővel és új rovatokkal jelentkezett a Képes Sport heti sportmagazin. A frissítés nem újdonság a lap életében; Sal Endre főszerkesztő elmondta: 2006 óta, mióta betölti a posztot, a magazin minden évben új köntöst kapott. Tegyük hozzá, ez tényleg csak a külcsínt érintette, az írások minőségét nem. A tartalmi részben továbbra is többnyire a futball dominál.

## 2012-től
A 2011-es év vége meglepő változásokat hozott a Képes Sport életében, egyrészt a KS rajongói oldala a facebookon elérte a 30000 like-ot, másrészt Sal Endre főszerkesztőt menesztették állásából (több sportmagazin is Sal Endre nevéhez fűződött a Ringier Kiadó berkein belül Képes Sport magazin <heti magazin>, Nemzeti Sport Magazin <havi magazin>, Sport&Style <negyedéves magazin>). Kismértékben átalakult az impresszum. Bőle Tamás lett a felelős szerkesztő, aki újságíróként került a laphoz a 2003-as lap újraindításánál. A többi poszton változás nem történt, bár új meghatározás is bekerült az impresszumba, Sport Network szerkesztőségvezető: Murányi András.
- Felelős szerkesztő: Bőle Tamás
- Művészeti vezető: Metzger Gábor
- Képszerkesztő: Tasnádi Dávid
- Kiadó: Ringer Kiadó Kft.
- Szerkesztőség címe: 1082 Budapest, Futó utca 35-37.

## 2014. október 1.
2014 október elsején a Ringier-Axel Springer fúzió/értékesítés eredményeképp a Képes Sport kiadója megváltozott, ettől a naptól kezdve a kiadó a MédiaWorks Kiadó lett. Minden más változatlan maradt, a munkatársak, a tartalom változatlan.
2020 tavaszától a koronavírus-járvány miatt a lap csak online volt elérhető. Szeptemberben a kiadó bejelentette, hogy a Képes Sport önálló lapként megszűnik és a Nemzeti Sport hétvégi melléklete lesz.

## Külső hivatkozások
- hivatalos honlap
- https://web.archive.org/web/20160121150209/https://emasa.hu/print.php?id=2287
- Képes Sport kiadói adatlapja Archiválva 2015. június 22-i dátummal a Wayback Machine-ben
- http://www.mediainfo.hu/hirek/article.php?id=13652